# 南河种镇
南河种镇，是中华人民共和国山西省朔州市应县下辖的一个乡镇级行政单位。

## 行政区划
南河种镇下辖以下地区：
西堡村、杨街村、中堡村、东堡村、门寨村、小石口村、小石村、鲍堡村、北河种村、接马峪村、东崔庄村、西崔庄村、常乐村、护驾岗村、狼峪村、白滩村、长彦村、北曹山村、王宜庄村、南曹山村、中曹山村、上甘港村、段寨村、南王庄村和大穗稔村。